# Rossella Brescia

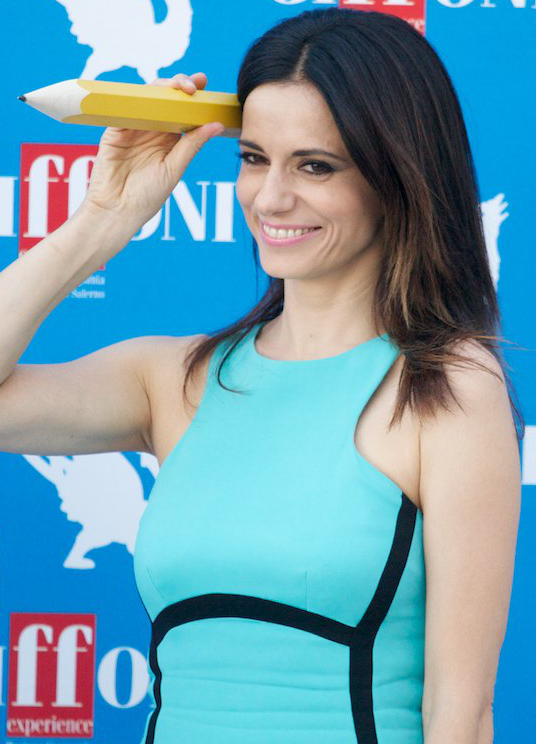
Rossella Brescia, 2012

Rossella Brescia (* 18. August 1971 in Martina Franca) ist eine italienische Tänzerin, Schauspielerin, Sängerin und Fernsehmoderatorin.

## Leben und Karriere

### 1990er Jahre
Im Jahr 1992 nahm sie an der Wahl zur Miss Sorriso Puglia teil und gewann den Titel, der für die Wahl zur Miss Italien 1992 gültig war. Ihre ersten Berufserfahrungen ließen nach dem Studium nicht lange auf sich warten: 1992 gab sie ihr Debüt als Solistin in der Show Attila. Zwei Jahre später, 1994, gab sie ihr Fernsehdebüt in der Sendung Tutti a casa, die von Pippo Baudo moderiert wurde. Im selben Jahr absolvierte sie nach dem klassischen Abitur die Accademia nazionale di danza (deutsch Nationale Tanzakademie) in Rom mit Bestnoten.
In den folgenden Jahren teilte sie ihre Zeit zwischen Theater und Fernsehen auf, wo sie als Tänzerin in verschiedenen Sendungen mitwirkte (u. a. Cuori e denari, moderiert von Alberto Castagna, Un disco per l'estate, moderiert von Paola Barale und Gerry Scotti, beide auf Canale 5 und Gran Casinò, moderiert von Lino Banfi und Ramona Badescu auf Rai 1). Ihr Erfolg stellte sich ein, als sie 1997 Primaballerina in Buona Domenica wurde (sie sollte diese Rolle drei Ausgaben lang innehaben) und 1999 mit einem berühmten Werbespot für den Uhrenhersteller Tissot (inspiriert von einer Szene aus James Camerons Film True Lies, in der Brescia Jamie Lee Curtis imitiert).

### 2000er Jahre
Ihre Kenntnisse als Tänzerin, aber auch als Tanzlehrerin führten dazu, dass sie von 2001 bis 2003 an der Talentshow Saranno Famosi, die später in Amici di Maria De Filippi umbenannt wurde, teilnahm, wo sie nicht nur die Tänze der verschiedenen Herausforderungen präsentierte, sondern auch die jungen Künstler auswählte und unterrichtete; seit 2003 wird sie in dieser Rolle von Alessandra Celentano abgelöst. In der Zwischenzeit war sie auch als Testimonial (Werbebotschafterin) für Freddy tätig (ein bekanntes italienisches Unternehmen, das Kleidung und Schuhe für den Sport, insbesondere für Tanz und Fitness, herstellt und vertreibt). Im Jahr 2004 gab sie ihr Debüt als Schauspielerin, indem sie in einer Episode der Rai 1-Fiktion Don Matteo 4 mit dem Titel I volteggi del cuore mitwirkte.
Im Jahr 2003 posierte sie nackt für den Calendario sexy 2004 der Zeitschrift Max. Von 2004 bis 2010 war sie an der Leitung der Comedy-Sendung Colorado auf Italia 1 in verschiedenen Staffeln zusammen mit Diego Abatantuono, Andrea Appi, Carla Signoris, Nino Frassica, Beppe Braida und Nicola Savino beteiligt. Im Jahr 2006 trat sie zusammen mit Joe Violanti und Max Pagani in der Morgensendung von RDS, Tutti pazzi per RDS, auf. Im gleichen Jahr war sie Jurymitglied bei Miss Italien auf Rai 1. Im Sommer 2007 moderierte sie zusammen mit Giampiero Ingrassia die tägliche Sendung Matinée auf Rai 2.
Im Winter 2008 war sie Teil des Bagaglino (eines Varieté-Unternehmens aus Rom) und nahm als Primadonna zusammen mit Nina Morić und Aída Yéspica an der Channel 5 Show Gabbia di matti teil. Im Juni 2008 präsentierte sie zusammen mit Cristina Chiabotto die Wind Music Awards. Am 31. August 2008 war sie auch Präsidentin der Jury der Miss Muretto-Wahl. Am 22. Dezember 2009 moderierte sie die Pilotfolge der Italia 1-Sendung Ciccia è bella, die korpulenten Frauen gewidmet ist und von 2,22 Millionen Zuschauern mit einem Marktanteil von 8,64 % gesehen wurde (die Sendung wurde trotz der guten Einschaltquoten jedoch nicht weitergeführt), während sie am 25. Dezember 2009 das Weihnachtskonzert des Tenors Andrea Bocelli moderierte, das auf Italia 1 ausgestrahlt wurde.

### 2010er Jahre
Im Januar 2010 moderierte sie zusammen mit den Komikern Andrea Pucci und Gianluca Impastato die Pilotfolge der Sendung I Love My Dog, die Hunden gewidmet ist und von 2.249 Millionen Zuschauern mit einem Marktanteil von 9,25 Prozent gesehen wurde. Im Mai 2011 war sie zusammen mit Mago Forest Gastgeberin der Reality-Show Uman - Take Control! auf Italia 1. Im Herbst 2011 war sie Jurorin in der neuen Talentshow Baila!, die von Barbara d'Urso auf Canale 5 unter der künstlerischen Leitung von Roberto Cenci moderiert wurde. Im Frühjahr 2012 spielte sie die Hauptrolle in dem Canale 5-Drama Benvenuti a tavola - Nord vs Sud.
Seit dem 5. März 2012 ist sie Moderatorin von Takeshi’s Castle auf Boing und Cartoon Network. Im Mai 2012 war sie eine der Kandidatinnen der neuen Rai 1 Talent-Vip Punto su di te!, die von Elisa Isoardi und Claudio Lippi moderiert wurde. Am 10. Juli 2012 moderierte sie den letzten Abend der neuen Italia 1-Reality-Show Mammoni - Chi vuol sposare mio figlio. Am 20. Juli 2012 moderierte sie zusammen mit Attilio Romita den Barocco Award auf Sky Italia. Im Herbst 2014 wechselte sie zum Fernsehsender La5, wo sie die zweite Ausgabe der Kochshow The Chef moderierte. Am 25. Mai 2016 kehrte sie ins Fernsehen zurück, um bei der Wohltätigkeitsveranstaltung Bocelli & Zanetti Night zusammen mit dem Schauspieler Gabriele Rossi aufzutreten.

## Privates
Im Jahr 2000 heiratete sie den Fernsehregisseur Roberto Cenci, von dem sie sich 2008 trennte, wie sie in einer gemeinsamen Presseerklärung bekannt gab. Einige Jahre später wurde sie mit dem Choreographen Luciano Mattia Cannito liiert.
Am 8. Oktober 2012 widmeten die Moderatoren der Radiosendung Lo Zoo di 105, Marco Mazzoli und Gilberto Penza, Rossella Brescia eine ganze Folge der Sendung, in der sie behaupteten, das Showgirl habe „eine neue Art und Weise erfunden, um ins Fernsehen zu kommen, ohne die Vorarbeit leisten zu müssen“, wobei sie sich auf ihre romantische Beziehung zu Cenci bezogen.  Diese Bemerkung, verbunden mit einigen sexuell motivierten Witzen, erregte den Unmut der Gastgeberin, die die beiden wegen Verleumdung verklagte.
Brescia ist Inhaberin und Lehrerin einer Tanzschule in Martina Franca, ihrer Heimatstadt.
Sie hat angegeben, dass sie an Endometriose leidet und sich deshalb zwei Operationen unterzogen hat.

## Fernsehen
- 1994: Tutti a casa
- 1995: Gran Casinò
- 1997: Viva l'Italia
- 1997–2002: Buona Domenica
- 2001–2003: Amici di Maria De Filippi
- 2004–2010: Colorado Cafè (Italia 1)
- 2007: Matinée
- 2008: Gabbia di matti
- 2009: My Christmas
- 2010: I love my dog (Italia 1)
- 2011: Così fan tutte
- 2011: Buddy, il mio migliore amico (Italia 1)
- 2012: Takeshi’s Castle
- 2014: The Chef
- 2017: Piccoli giganti
- 2017: Festival di Castrocaro
- 2020: Trova l'amore live
- 2021: Mooney Show